# Голландец (фильм)
«Голландец» (нидерл. Alleman, англ. The Human Dutch), известный также как «12 миллионов» — чёрно-белый документальный фильм 1964 года голландского режиссёра Берта Ханстры.

## История
Фильм является самым посещаемым документальным фильмом в Нидерландах и одним из 10 самых популярных фильмов голландского кино (1,665 млн зрителей). Удостоен несколько престижных международных наград, в частности, «Золотой медведь» на Берлинском кинофестивале 1964 года, также номинировался на премии BAFTA и «Оскар».
Озвучивание нидерландской версии фильма проводил писатель Симон Кармиггелт, англоязычную версию озвучивал Питер Устинов; однако в версии, переизданной на YouTube Нидерландским институтом звука и изображения, комментарий на английском языке даёт сам Берт Ханстра.
2 декабря 2007 года на Фестивале документального кино в Амстердаме «Голландец» был назван лучшим голландским документальным фильмом с 1945 года. Голландский телеканал ONS транслировал этот документальный фильм в 2013 и 2014 годах, а последний раз — 15 января 2015 года.
К 50-летнему юбилею фильма в 2013 году был проведён ряд мероприятий. Компания AVRO представила восьмисерийный телесериал «Нидерланды голландца» (нидерл. Nederland van Alleman), в котором фрагменты фильма использованы наряду со съемками современных Нидерландов. Популярная голландская телепрограмма «Человек кусает собаку» компании NCRV к годовщине фильма Ханстры транслировала ряд коротких сюжетов о современных Нидерландах, перекликающихся с видением режиссёра, а театральный режиссёр Берт Хана переделал фильм Ханстры с использованием изображений из Google Street View в своем проекте #Alleman.

## Сюжет
Фильм показывает повседневную жизнь нидерландцев, как в серьёзном, так и в комическом ключе. С помощью скрытых камеры велись съёмки на пляже, во время карнавала, на катке и т. д.

## Актёры
- Симон Кармиггелт — озвучка на голландском языке.
- Питер Устинов — озвучка на английском языке.

## Награды и номинации
- Номинация на «Оскар» в категории «лучший документальный фильм» (1965).
- Номинация на приз «BAFTA» (1965).
- Приз «Золотой медведь» в категории «лучший документальный фильм художественного формата» (1964).